# Marcgraviastrum pauciflorum
Marcgraviastrum pauciflorum är en tvåhjärtbladig växtart som beskrevs av A.C. de Roon och H.G. Bedell. Marcgraviastrum pauciflorum ingår i släktet Marcgraviastrum och familjen Marcgraviaceae. Inga underarter finns listade i Catalogue of Life.